# شاه‌قلعه‌سر
شاه‌قلعه‌سر (به لاتین: Şağlasər) یک منطقه مسکونی در جمهوری آذربایجان است که در شهرستان لنکران واقع شده‌است.

## جمعیت
شاه‌قلعه‌سر ۴٫۱۴۸ نفر جمعیت دارد.

## ریشه واژه
در زبان تالشی به سر، سه یا سر گفته می‌شود و معنای کلی شاه‌قلعه‌سر می‌شود خان یا رئیس یا شاهی که در جلوی قلعه است.